# Wolfgang Härdle

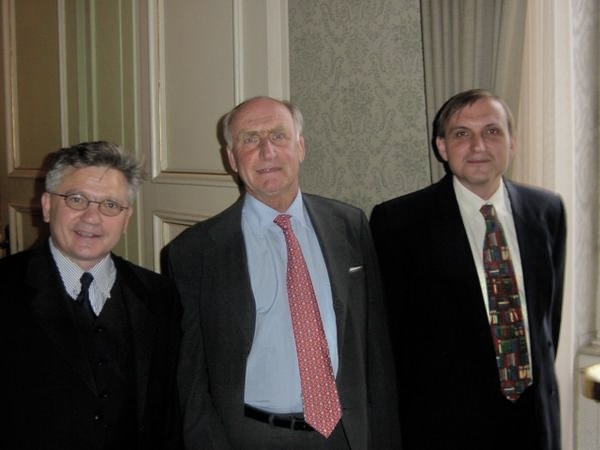
Von links: Wolfgang Härdle, Werner Hildenbrand und Alois R. Kneip, in Bonn, 2002

Wolfgang Karl Härdle (* 20. Oktober 1953 in Darmstadt) ist ein deutscher Statistiker und Hochschullehrer an der Wirtschaftswissenschaftlichen Fakultät der Humboldt-Universität zu Berlin. Zudem gründete er das Unternehmen MD*Tech, das die Statistik-Software XploRe entwickelte und vertrieb.

## Leben
Härdle wurde als Sohn eines Glasermeisters und einer Postangestellten geboren und wuchs in Gaggenau auf, wo er 1972 das Abitur am Goethe-Gymnasium machte. Er ist nach eigener akademischer Stammbaumforschung ein entfernter Nachkomme des Mathematikers und Physikers Carl Friedrich Gauß.
Nach dem Studium der Mathematik an der Universität Karlsruhe widmet er sich seit seinem Mathematiker-Diplom 1978 der statistischen Forschung und Lehre. Er ist Spezialist für semiparametrische und nichtparametrische Schätzmethoden. 1982 promovierte er an der Ruprecht-Karls-Universität Heidelberg zum Dr. rer. nat., 1988 habilitierte er in Bonn in Statistik und Ökonometrie. 1989 ging er zunächst als Gastwissenschaftler, dann als ordentlicher Professor an die Université catholique de Louvain. Seit 1992 ist er Lehrstuhlinhaber an der Wirtschaftswissenschaftlichen Fakultät der HU Berlin. Er ist Direktor des internationalen DFG-Graduiertenkollegs IRTG 1792 „High Dimensional Non Stationary Time Series“, das seit 2013 besteht.
Härdle war bereits in einigen Sonderforschungsbereichen der Deutschen Forschungsgemeinschaft in führenden Rollen tätig. Sein Publikationsverzeichnis weist mehrere hundert Bücher und Aufsätze auf, seit 1989 vor allem mit Ko-Autoren.
Seine Frau ist Kartografie-Ingenieurin. Er ist Vater von drei gemeinsamen Kindern.